# 塔碼卡卡瑪
塔碼卡卡瑪是17世紀台灣西拉雅族信仰的一位女神，西拉雅十三神之一。與其夫提瓦拉卡呼魯共同掌管狩獵之事，出獵前會向祂祈求。